# Tákos, Szabolcs-Szatmár-Bereg
Tákos  este un sat în districtul Vásárosnamény, județul Szabolcs-Szatmár-Bereg, Ungaria, având o populație de 342 de locuitori (2011). 

## Demografie
Componența etnică a satului Tákos
     Maghiari (91,19%)
     Romi (8,81%)
Componența confesională a satului Tákos
     Reformați (86,84%)
     Necunoscută (12,28%)
     Fără religie (0,88%)
Conform recensământului din 2011, satul Tákos avea 342 de locuitori. Din punct de vedere etnic, majoritatea locuitorilor (91,19%) erau maghiari, cu o minoritate de romi (8,81%).  Din punct de vedere confesional, majoritatea locuitorilor (86,84%) erau reformați. Pentru 12,28% din locuitori nu este cunoscută apartenența confesională.